# Queen Cornish Tour
A Queen Cornish Tour a brit Queen együttes turnéja volt, amely az Egyesült Királyságban, Cornwall megye városaiban zajlott, és 1971. július 17-től augusztus 21-ig tartott.

## Története
A Queen felállása 1971 februárjában vált véglegessé, mikor John Deacon basszusgitáros csatlakozott a három alapító taghoz. A zenekar bezárkózott a próbaterembe, hogy új dalokat írjon és azokat koncertképes formába hozza, összepróbálja. Az új felállás 1971. július 2-án adta első koncertjét a Surrey College-ben, majd július 11-én Londonban, az Imperial College-ben játszottak újra. Ezután indultak el a Queen első igazi turnéjára Cornwall megyébe, melyet a dobos Roger Taylor szervezett, aki Truróban, Cornwall központjában nőtt fel és korábbi zenekaraival ismertté vált a környéken. Emiatt a koncertplakátokon gyakran „Roger Taylor és a Queen” néven hirdették őket, hogy minél több nézőt csalogassanak be.
A turné 11 dátumból állt, és az egy hónapos koncertsorozattal egy-egy városban többször is felléptek. A koncerteken játszott dalokról nem maradt fenn adat, így pontosan nem lehet tudni, mi volt a Queen repertoárja abban az időben. Nagy valószínűséggel a program nagyobb részét feldolgozások tették ki, ahogy az első lemezbemutató turnéjukon is két évvel később, de játszottak már saját dalokat, mint például a Son and Daughter és a lemezre soha nem került Hangman.

## Közreműködők
- Freddie Mercury – ének, csörgődob
- Brian May – elektromos gitár, háttérvokál
- Roger Taylor – dob, háttérvokál
- John Deacon – basszusgitár

## Koncertek
| Dátum               | Ország             | Város      | Helyszín                                   |
| ------------------- | ------------------ | ---------- | ------------------------------------------ |
| 1971. július 17.    | Egyesült Királyság | Penzance   | The Garden                                 |
| 1971. július 19.    | Egyesült Királyság | Hayle      | Rugby Club                                 |
| 1971. július 24.    | Egyesült Királyság | Wadebridge | Young Farmers Club                         |
| 1971. július 29.    | Egyesült Királyság | Penzance   | The Gardens                                |
| 1971. július 31.    | Egyesült Királyság | Truro      | City Hall                                  |
| 1971. augusztus 2.  | Egyesült Királyság | Hayle      | Rugby Club                                 |
| 1971. augusztus 9.  | Egyesült Királyság | St. Agnes  | Driftwood Spars                            |
| 1971. augusztus 12. | Egyesült Királyság | Truro      | Tregye Hotel                               |
| 1971. augusztus 14. | Egyesült Királyság | Culdrose   | NCO's Mess, RAF Culdrose                   |
| 1971. augusztus 17. | Egyesült Királyság | Truro      | City Hall                                  |
| 1971. augusztus 21. | Egyesült Királyság | Truro      | Carnon Downs Festival, Tregye Country Club |